# 1582
| 1582               |
| ------------------ |
| Dødsfald - Fødsler |
|                    |

| Gregoriansk kalender | 1582 MDLXXXII           |
| Ab urbe condita      | 2335                    |
| Armensk kalender     | 1031 ԹՎ ՌԼԱ             |
| Kinesiske kalender   | 4278 – 4279 辛巳 – 壬午 |
| Etiopisk kalender    | 1574 – 1575             |
| Jødisk kalender      | 5342 – 5343             |
| Hindukalendere       |                         |
| - Vikram Samvat      | 1637 – 1638             |
| - Shaka Samvat       | 1504 – 1505             |
| - Kali Yuga          | 4683 – 4684             |
| Iransk kalender      | 960 – 961               |
| Islamisk kalender    | 990 – 991               |

Konge i Danmark: Frederik 2. 1559-1588
Se også 1582 (tal)

## Begivenheder

### Januar
- 15. januar – Rusland overgiver Livland og Estland til Polen

### Februar
- 24. februar - Pave Gregor 13. indfører den gregorianske kalender. Den bliver dog først indført i Danmark fra 19. februar 1700, som således forvandledes til 1. marts

### Juni
- 19. juni – Frederik 2.s ægteskabsforordning fastsætter blandt andet, at kirkelige vielse er den eneste lovlige ægteskabsstiftende handling

### Oktober
- 4. oktober - Ved indførelsen af den gregorianske kalender bestemte Gregor 13., at den 4. oktober 1582 (juliansk) skulle efterfølges direkte af den 15. oktober 1582 (gregoriansk). Hermed blev 10 dage indhentet, der omtrent svarede til den forskydning i forhold til solåret, der var opstået siden indførelsen af den julianske kalender

### November
- 27. november - William Shakespeare, 18 år gammel, gifter sig med Anne Hathaway

### Udateret
- ? – Lyksborg Slot bliver påbegyndt.
- Lukning af Brevkammeret m.m. Folen på Kalundborg Slot , se UDRH

## Født
- 5. maj - Johan Frederik af Württemberg, tysk hertug, død 1628
- juni - Hans Barchmann, tyskfødt billedskærer, død 1648
- 17. oktober - Johann Gerhard, tysk teolog, død 1637
- Gregorio Allegri, italiensk komponist, død 1652
- Phineas Fletcher, engelsk digter, død 1650
- William Lithgow, skotsk forfatter, død 1645

## Dødsfald
- 21. juni - Oda Nobunaga, japansk daimyo, født 1534
- 4. oktober - Teresa af Ávila, spansk nonne, født 1515
- 11. december (ny stil) - Fernando Álvarez de Toledo, spansk hertug og statholder, født 1507
- Benedictus Olai, svensk læge, født omkring 1520